# Николо-Тихонов монастырь
Свя́то-Нико́ло-Ти́хонов монастырь (Свято-Николо-Тихонова пустынь, ранее — Николаевский монастырь) — православный мужской монастырь в селе Тимирязеве (бывшей Подмонастырской слободе) Лухского района Ивановской области. Основан в 1498 году на месте слияния рек Луха и Возополи преподобным Тихоном Луховским. В настоящее время монастырь относится к Кинешемской епархии (монастырь епархиального подчинения) Ивановской митрополии Русской православной церкви. Адрес: Ивановская область, Лухский район, село Тимирязево, ул. Центральная, 70. Выявленный объект культурного наследия России.

## Местоположение
Монастырь находится в 5 км к северо-востоку от города Луха. Расположен на возвышенности, у дороги Лух — Вичуга — Кинешма, на правом берегу реки Луха при впадении в неё реки Возополи.

## История
Монастырь основан в 1498 году иноком-отшельником нестяжателем Тихоном. Тихон, в миру Тимофей, был родом из Великого княжества Литовского, где нёс военную службу. В 1483 году Тимофей уехал в Москву вместе с бежавшим туда православным князем Фёдором Бельским, правнуком князя Ольгерда, участником неудавшегося заговора против великого князя Литовского Казимира IV. Как говорит Житие, Тимофей «возненавиде нестоятелный народ литовскаго вертения, понеже мнози от них укланяхуся в латыньство». Вероятно, речь идёт о непризнании Флорентийской унии. Затем он поступил на послушание в монастырь, предположительно в один из московских монастырей, и вскоре был удостоен иноческого пострижения, получив имя Тихон. Инок длительное время странствовал по землям Верхнего Поволжья, где до XIX века сохранялось его почитание.
Около 1493 года Тихон поселился в местечке Копытове, «что на три поприща от Луха», где поставил келью. Он избегал общения с местным населением и проводил время в молитвенных бдениях и трудах. Напротив нынешнего монастыря, на другом берегу реки Луха, на месте первой кельи Тихона существовал «изрытый преподобным колодезь».
Несмотря на стремление Тихона к уединению, к нему в пустынь пришли два инока, Фотий и Герасим, и подвижник ради них перешёл за три версты от Копытова, на более удобное место. Учениками Тихона были также Фаддей и Филарет. Названные ученики были прославлены в лике преподобных. Их имена сохранились в древнем синодике Тихоновой пустыни и на древней иконе преподобного Тихона. Подвижники добывали пропитание своим трудом. Вокруг Тихона постепенно собралось несколько иноков и образовался скит. Всё время своего жития под Лухом Тихон страдал от тяжёлой болезни.

К 1498 году князь Фёдор Бельский становится владельцем местных земель (Лух, Вичуга, Кинешма и Чихачев со смежными селениями). В духовном завещании великого князя московского Ивана III говорится, что эти земли были отданы Фёдору Бельскому великим князем в приданое своей племяннице Анне Васильевне — дочери его сестры княгини Анны Рязанской (тоже Анны Васильевны). Вероятно, прежняя дружба воина Тимофея и князя Фёдора Бельского, а также слава в народе о подвигах Тихона сыграли решающую роль в том, что князь подарил братии небольшой участок вблизи Копытова на слиянии рек Луха и Возополи. Здесь Тихон «устроил скит, собрал много учеников и богоугодно стал подвизаться в посте и воздержании» — писал Димитрий Ростовский. Первой постройкой скита на этой земле стала маленькая деревянная церковь во имя Николая Чудотворца. Неподалёку от монастыря (примерно в 2 км) находится источник, из которого брал воду сам Тихон. Тихон отказался быть настоятелем, предпочитая до самой смерти оставаться простым рясофорным монахом. Он не принял священнического сана. Отказывался он и от духовного окормления монахов и мирян. Едва передвигавший ноги старец, жалея своих учеников и животных, сам впрягался в ярмо и пахал землю. «Нищета и труд — прямой путь к спасению», — говорил Тихон, и этот завет стал главным для обители на долгие годы. Тихон преставился 16 (29) июня 1503 года, в день своего ангела. 

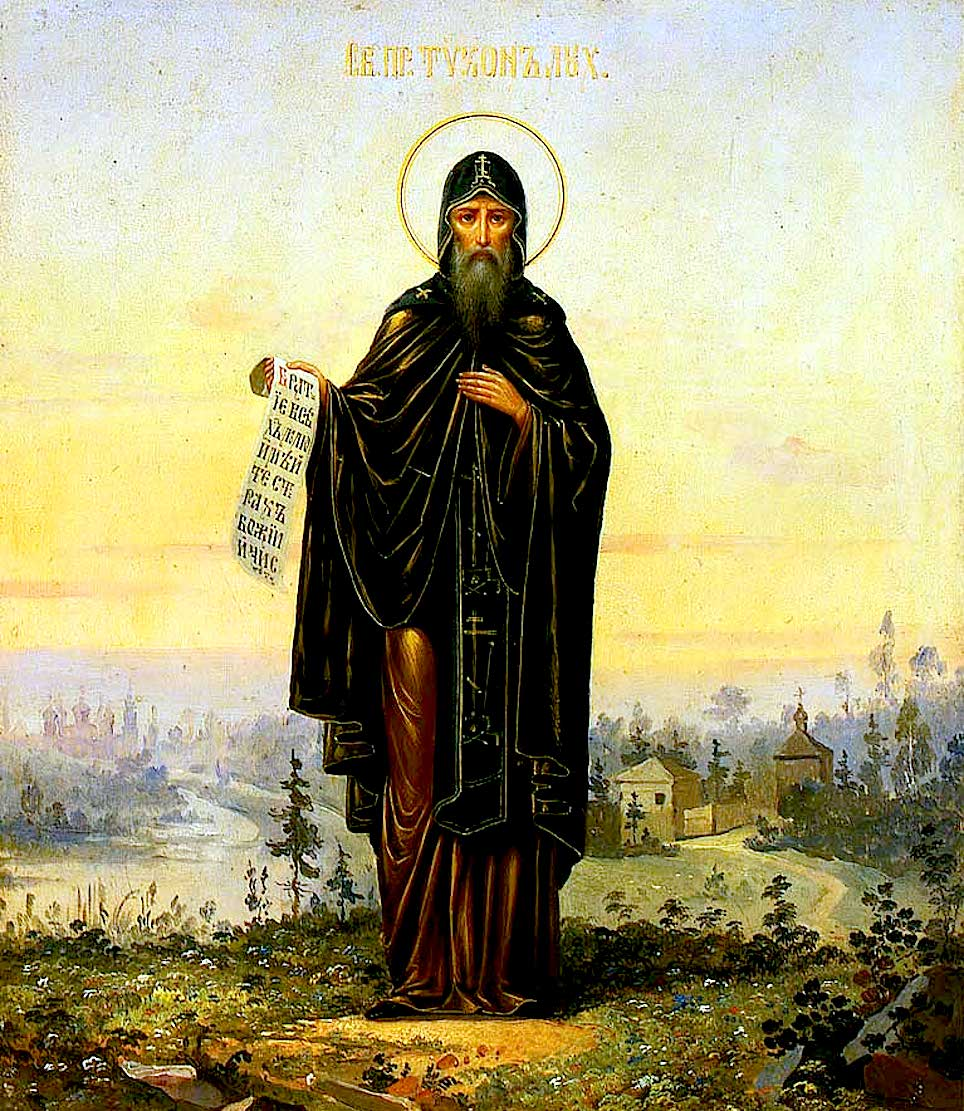
Тихон Луховской. Палехская икона, начало XX века

«Впоследствии времени, благодаря усердию верующих, на месте подвигов преподобного была устроена честная обитель, которая по благословению Божию существует и доныне» — писал Димитрий Ростовский. Изначально монастырь назывался Николаевским — во имя Николая Чудотворца. В начале XVI века Дмитрием Бельским, сыном Фёдора Бельского, была выстроена деревянная церковь Дмитрия Великомученика. Вскоре возле монастыря образовалась слободка, где жили в основном труженики, обслуживавшие монастырь. Прежнее название села Тимирязева – Подмонастырская слобода.
Согласно Димитрию Ростовскому, «Спустя много лет после кончины преподобного были открыты мощи его и стало совершаться от них много исцелений». Мощи преподобного были обретены нетленными при игумене Константине около 1566 года, и с этого времени начали праздновать его память. В 1570 году Тихон был канонизирован Русской церковью в лике преподобных. С этого времени монастырь стал называться Тихоновой пустынью. Когда основатель монастыря был прославлен и причислен к лику святых, князь Иван Бельский, сын Дмитрия Бельского, чьей вотчиной был город Лух с окрестностями, пожертвовал Тихоновой пустыни 36 деревень и починков. По смерти князя (1571 год), на помин его души из княжеских вотчин монастырю были приложены ещё деревни. Участие знатного рода князей Бельских в становлении монастыря способствовало росту его благосостояния. Пока князья были в силе, монастырь не терпел нужды.
К 1571 году в монастыре имелись две деревянные церкви — Николая Чудотворца и Дмитрия Великомученика, братские и настоятельские кельи. Собственность у монастыря появилась лишь в 70-х годах XVI века. В одной из грамот упоминается, что братии было более 50 человек. До конца XVI века в обители продолжалось установленное её основателями общежитие. Вся братия кормилась общими трудами, неся церковное, кухонное, лесное, пахотное, мельничное, рыболовное послушания. К концу XVI века слободка разрослась в большое торговое село.
В Смутное время игумен монастыря Иона Балахонец выступил с воззванием к жителям Луха и других городов, призывая всем сообща потрудиться для избавления православной веры. Имевшие опыт в ратных делах монастырские крестьяне присоединились к большому отряду лушан, выступивших на соединение с войском Минина и Пожарского. Монастырь выделил деньги на ополчение. Игумен Иона отслужил молебен.
В 1649 году было составлено Житие преподобного Тихона с описанием его 70-ти посмертных чудес. В Житии описание посмертных чудес превышает биографический текст более чем в три раза. При этом каждую из 44 главок, повествующих о посмертных чудесах преподобного, сопровождают подробные сведения об исцелённых.
В 1665 году от моровой язвы умер 21 схимонах. В 1668 году в слободе произошёл большой пожар, монастырские постройки также сгорели дотла. В сентябре 1678 года монастырь снова полностью сгорел. В скором времени игумен Прокл принимал в своей келье знатного посадского жителя Луха, «попова сына» Максима Федорова. Первая послепожарная каменная постройка, собор Воздвижения Креста Господня (Крестовоздвиженский собор) 1679 года, была осуществлена на его средства.
С последней четверти XVII до середины XVIII века на территории Николаевской Тихоновой пустыни не строилось ни одного нового здания. В период царствования Екатерины II шли приготовления к преобразованию всех монастырей. В 1764 году состоялось обнародование особых монастырских штатов. Тихонова пустынь была отнесена к третьему классу. Все монастырские владения полностью отошли в казну. Вместо них монастырям было положено содержание. Но, помимо этого, посадские люди, дворяне и крестьяне несли в монастырь приношения. Средства накапливались и монастырь благоустраивался.
Во второй половине XVIII века, после того, как монастырь получил самостоятельность, вновь начинается строительство. В 1765 году возводятся 183 сажени монастырской каменной ограды — с западной стороны с двуарочными Святыми вратами, а также части южного и северного участков с четырьмя башнями (две на её западных углах и две в центре боковых сторон). В 1779 году освящён воздвигнутый архимандритом Порфирием Рачинским придельный храм во имя преподобного Тихона. В 1781—1784 годах над Святыми вратами сооружается храм Преображения Господня. В 1786—1787 годах строятся остальные монастырские стены, 110 саженей, а также угловые восточные башни и Водяные ворота. В 1787 году Тихонова пустынь перешла в ведомство Костромской епархии. В 1787—1789 годах к северу от храма Преображения с использованием монастырской ограды ставится каменное здание настоятельских келий, а с юга — каменная сторожка. В 1791 году в пустыни учреждается духовное училище для детей церковнослужителей. В 1792 году на некотором расстоянии от Воздвиженского собора, вдоль его северного фасада сооружаются каменные братские кельи с трапезной и кухней. В 1797 году они достраиваются.
С восшествием на престол императора Павла монастырям были дарованы земли и возвращены другие угодья. Тихоновой пустыни были возвращены мельница на реке Лух близ деревни Городка, рыбные ловли по Луху и Возополи, а также около 20 десятин земли рядом с монастырем. К концу XVIII века в пустыни были сосредоточены духовное правление, духовное училище и иноческое общежитие.
В XIX веке монастырь переживал расцвет. В 1808—1809 годах монастырь на свои средства построил у южной монастырской стены каменный корпус для духовного училища. В 1814 году училище было разделено на приходское и уездное. Действовали 4 класса. Они служили подготовительными для семинарии. В 1816 году в училище было 200 учеников, 5 учителей; в 1833—1835 году — 300 учеников. К тому времени придельные храмы обветшали. Управлявший монастырем казначей иеромонах Варнава начал постройку новых зданий. В 1833 году была закончена постройка приделов в честь Смоленской иконы Божией Матери и во имя Николая Чудотворца. В 1832—1835 годах на западе от этих приделов, на месте шатровой колокольни и старых приделов собора тем же Варнавой строятся многоярусная каменная колокольня и трапезная. К 1836 году все здания в Тихоновой пустыни были каменными. В 1839 году чудовский иеромонах Тихон с другими вкладчиками соорудили новую металлическую чеканную раку для мощей преподобного Тихона. В 1847 году духовное училище было переведено в Кинешму. В 1876 году в Копытове, напротив монастыря, на другом берегу реки Луха, на месте первой кельи Тихона вместо прежней часовни архимандритом Сергием с братией была поставлена небольшая каменная церковь Покрова Пресвятой Богородицы и преподобного Тихона с колокольней. Эти постройки не сохранились.
Смена власти в 1917 году прошла мирно. На 4-м съезде Совета депутатов Вичугского района П. И. Шишкин внёс предложение выйти с ходатайством во ВЦИК о закрытии Тихонова монастыря. В начале 1920-х годов монастырь как церковное учреждение был закрыт, иноки изгнаны. В 1929 году в зданиях монастыря были организованы машинно-тракторная станция, начальная школа и жилье для рабочих и учителей. В 1931 году были уничтожены иконостас, рака преподобного Тихона и древнее монастырское кладбище, мощи преподобного были утрачены, монастырская утварь разграблена. В начале 1930-х годов Подмонастырская слобода была переименована в село Тимирязево. В 1936 года в связи с антирелигиозной кампанией были сняты кресты, часть колоколов, разрушена большая часть глав.
Считается, что начало восстановления монастыря было ознаменовано чудом. В 1991 году на стене мастерской МТС, находившейся в Крестовоздвиженском храме, со стены облетела многослойная краска, и проявился лик преподобного Сергия Радонежского. Архиепископ Ивановский и Кинешемский Амвросий послал представителя епархии убедиться в проявлении лика и осмотреть монастырь. По мнению священника, приехавшего в обитель, произошедшее было явным знамением того, что монастырь надо восстанавливать.
16 июля 1995 года Священный Синод Русской православной церкви под председательством патриарха Алексия II удовлетворил ходатайство архиепископа Амвросия о благословении открытия Свято-Николо-Тихонова мужского монастыря для возрождения в нём монашеской жизни. Наместником монастыря был назначен иеромонах Агафон (Чесноков). За время своего управления монастырем иеромонах, впоследствии игумен Агафон восстановил его из руин. Были восстановлены и вновь построены трапезная, братские корпуса, четыре часовни. 5 марта 2011 года игумен Агафон принял пострижение в великую схиму с сохранением имени. В связи с постригом схиигумен Агафон был освобождён от послушания наместника обители. Он был переведён в Саранскую епархию.
4 октября 2012 года на заседании Священного Синода настоятелем назначен епископ Кинешемский и Палехский Иларион (Кайгородцев).

## Святыни

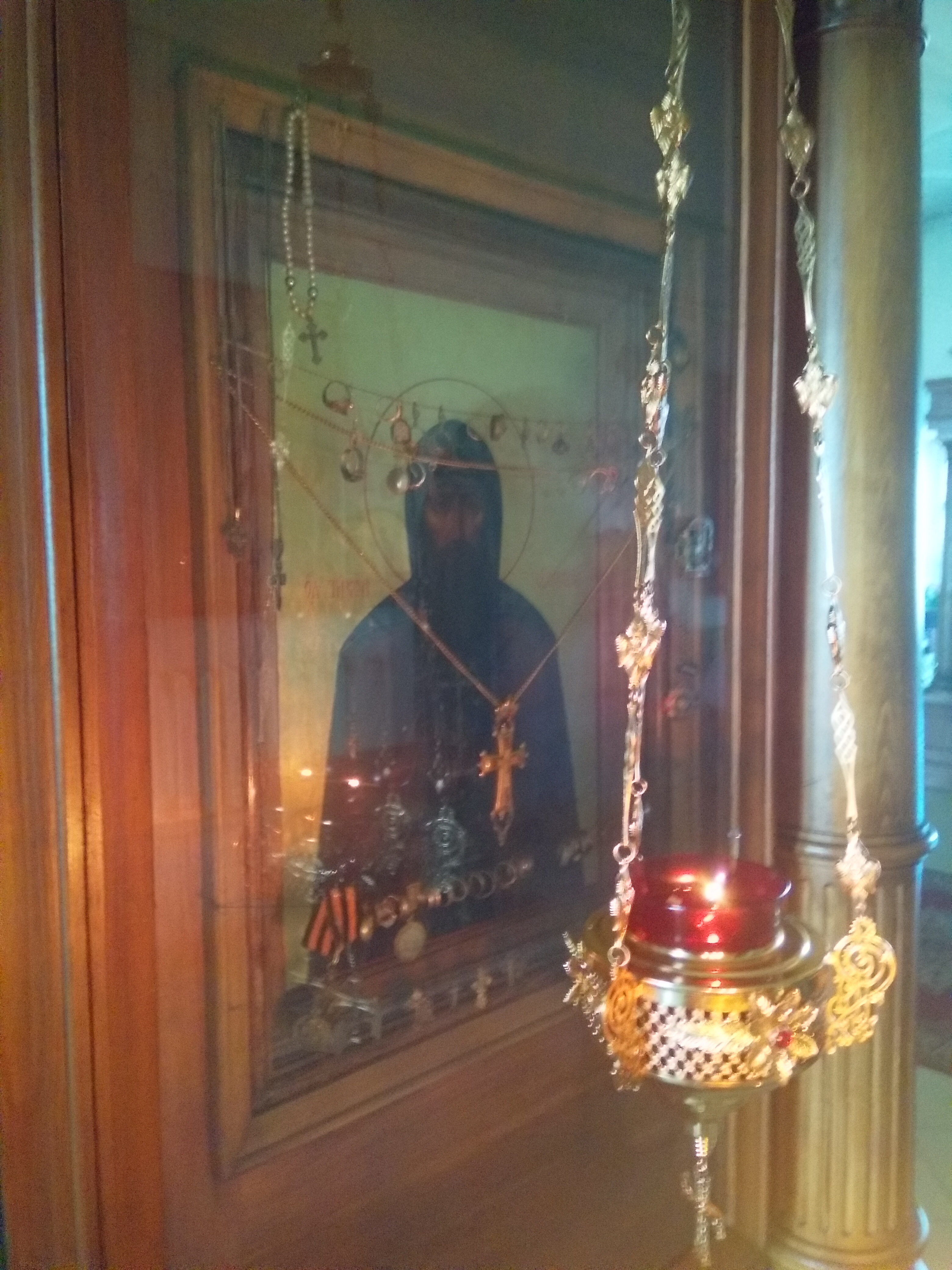
Неизрубаемая икона

Главной святыней монастыря является чудотворная икона преподобного Тихона, известная также под названием Неизрубаемая. В 1931 году большое количество икон, хранившихся в монастыре, было уничтожено — изрублено топорами. Согласно преданию, когда один из безбожников попытался разрубить икону святого Тихона, топор отскакивал от образа и не мог повредить его. Безбожник бросил икону и в ужасе бежал. Верующие тайно хранили чудотворную икону и позднее, после окончании гонений на Церковь, вернули её в монастырь.
Одна из наиболее почитаемых икон монастыря — Державная икона Божией Матери (список). С ней организуются многодневные крестные ходы.

## Архитектура
К настоящему времени не сохранились две башни в середине южной и северной ограды. Все сооружения кирпичные, побелённые.
Прямоугольная в плане территория монастыря обнесена каменной оградой с угловыми башнями. В продольных сторонах ограды расположены ворота. В середине западной, обращённой к дороге — главные, Святые врата, с надвратным храмом Преображения под высокой «дутой» четырехскатной кровлей. Храм композиционно перекликается с угловой северо-западной башней-часовней. С севера к храму примыкает длинный настоятельский корпус, поставленный в одну линию с оградой, что подчеркивает главенствующую роль западного фасада монастыря. В восточной стене, обращённой к реке, находятся меньшие Водяные ворота с башней-часовней. В общей пространственной композиции монастыря доминирует кубический объём стоящего посреди территории пятиглавого Воздвиженского собора с высокой колокольней. К северу от собора, параллельно ему, расположен протяжённый корпус братских келий. К северо-западу от последнего — дом священника. На южной границе территории монастыря стоит одноэтажное здание духовного училища.
Значительный архитектурный комплекс включает сооружения разных периодов развития русской архитектуры, в том числе собор Воздвижения — один из древнейших памятников храмового зодчества костромской школы в Ивановской области, а также редкие сохранившиеся примеры монастырского строительства второй половины XVIII — первой трети XIX века.
Состав архитектурного комплекса:
- Крестовоздвиженский собор (1679; древнерусская архитектура, классицизм) — храм с трапезной и колокольней (1832—1835). Складывался на протяжении полутора столетий. Самая ранняя его часть — двустолпный храм 1679 года, выдержанный в несколько архаизированных формах, что выражено в преобладании глухого и гладкого массива стены, в трактовке фасадов, простоте их членений и сдержанности декора. Высокий кубообразный двусветный четверик под четырехскатной кровлей несёт пять крупных цилиндрических барабанов, по сторонам света прорезанных узкими щелевидными проёмами. Храм имеет луковичные главы. Имеются три сильно пониженные, вытянутые в плане апсиды, одновременные основному объёму и равные ему по ширине. В 1832—1835 годах построены трапезная и колокольня. Выполнены в стиле классицизма. Немного более широкая, чем храм, низкая трапезная со скругленными углами увенчана в центре большим полусферическим куполом. Через притвор к ней примыкает пятиярусная колокольня, доминирующая в композиции храма. По сторонам колокольни в XX веке сделаны пристройки, не сохранились.
- Надвратный храм Преображения (1765, 1781—1784; древнерусские формы в памятниках XVIII—XIX веков, барокко). В 1765 году возводятся двуарочные Святые врата. В 1781—1784 годах над Святыми вратами сооружается храм Преображения. Редкий в восточной части Ивановской области пример надвратной церкви. В облике храма соединились формы архитектуры второй половины XVII века и отдельные барочные элементы декора. Массивный двухэтажный четверик прорезан внизу двумя арками ворот разной ширины и завершён выпуклой четырехгранной кровлей с широкой полицей в основании миниатюрной главки. Братские кельи

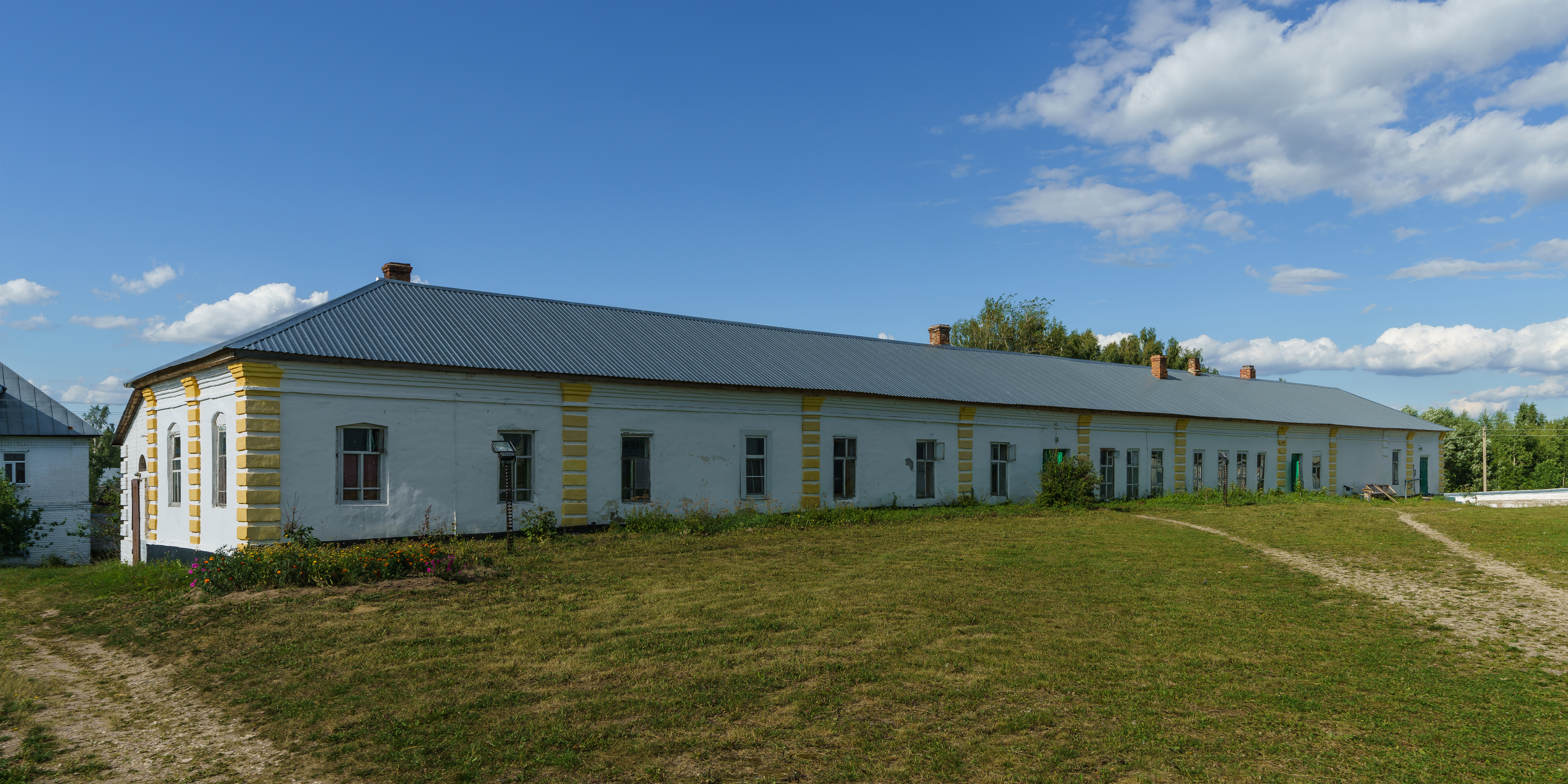
Братские кельи

- Угловая башня-часовня (последняя четверть XVIII века; классицизм, барокко). Находится в северо-западном углу ограды. Редкий в Ивановской области пример сооружений своего типа последней четверти XVIII века. Играет важную роль в пространственной композиции монастыря — закрепляет северный угол главной (с запада) панорамы комплекса. Выдержана в классицистических формах, кровля — барочного типа. В XX веке при приспособлении здания под жильё высокий второй этаж был разделён на два этажа, в стенах пробито два яруса небольших окон. Квадратный в плане компактный двухэтажный объём завершён высокой, круто изогнутой четырёхгранной кровлей со шпилем и крестом.
- Водяные ворота с башней-часовней (1786—1787; классицизм, барокко). Пример редкого в области типа сооружений последней четверти XVIII века. Прямоугольный двухъярусный башнеобразный объём с крупным арочным проездом в нижнем уровне и часовней в верхнем завершён четырехскатной выпуклой барочной кровлей и шпилем.
- Настоятельский корпус (1787—1789; классицизм).
- Братские кельи (1792, 1797; барокко). Утрачен второй деревянный этаж.
- Дом священника (первая треть XIX века; классицизм)
- Духовное училище (1808—1809; классицизм)
- Ограда с угловыми башнями (1786—1787; классицизм). Стены и малые угловые башни образуют собой прямоугольное в плане ограждение монастыря. Толщина стен — 2,5 кирпича, высота до 3 м. Первоначальные завершения утрачены[4].

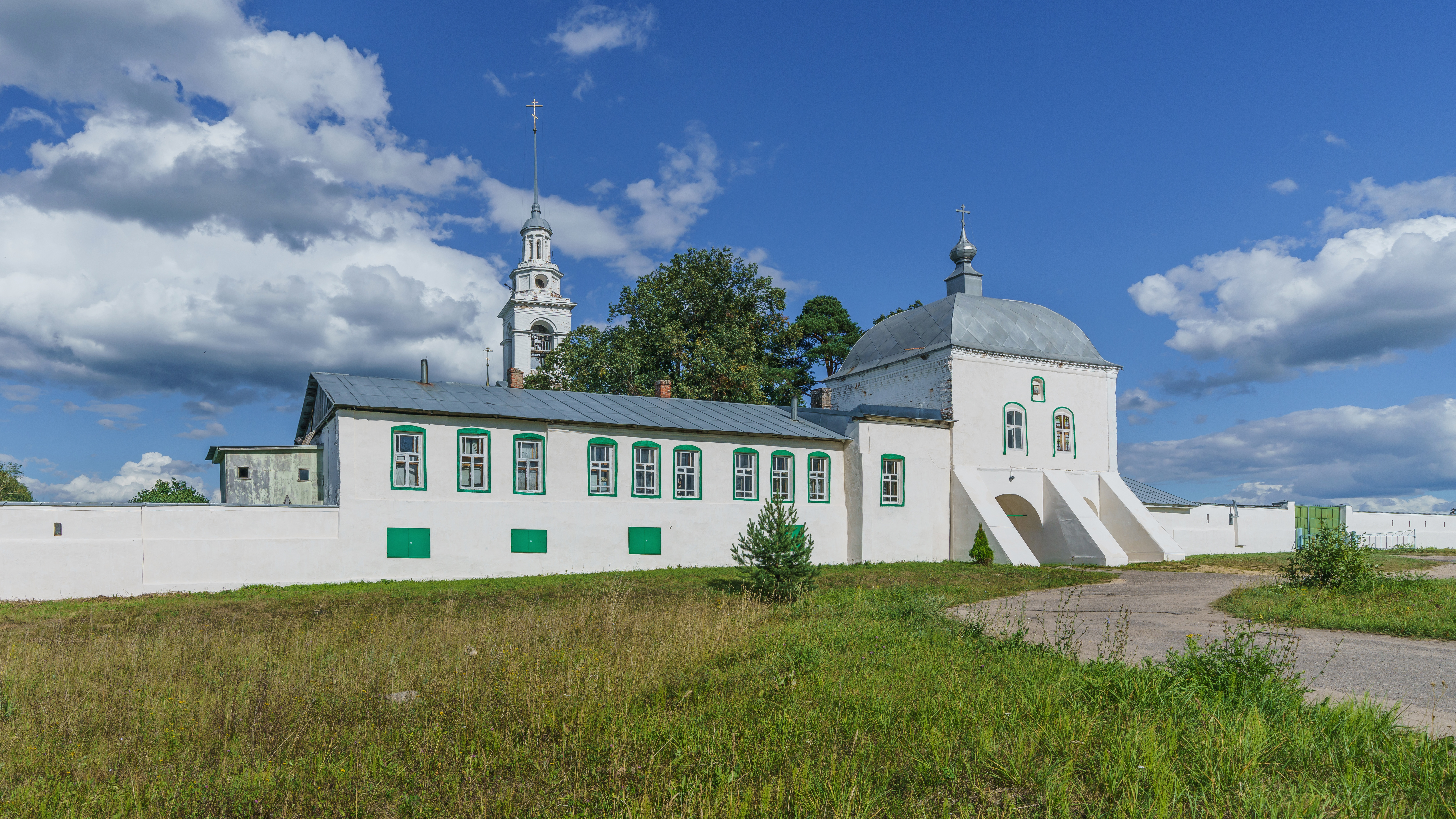
Дом архимандрита и надвратный храм Преображения
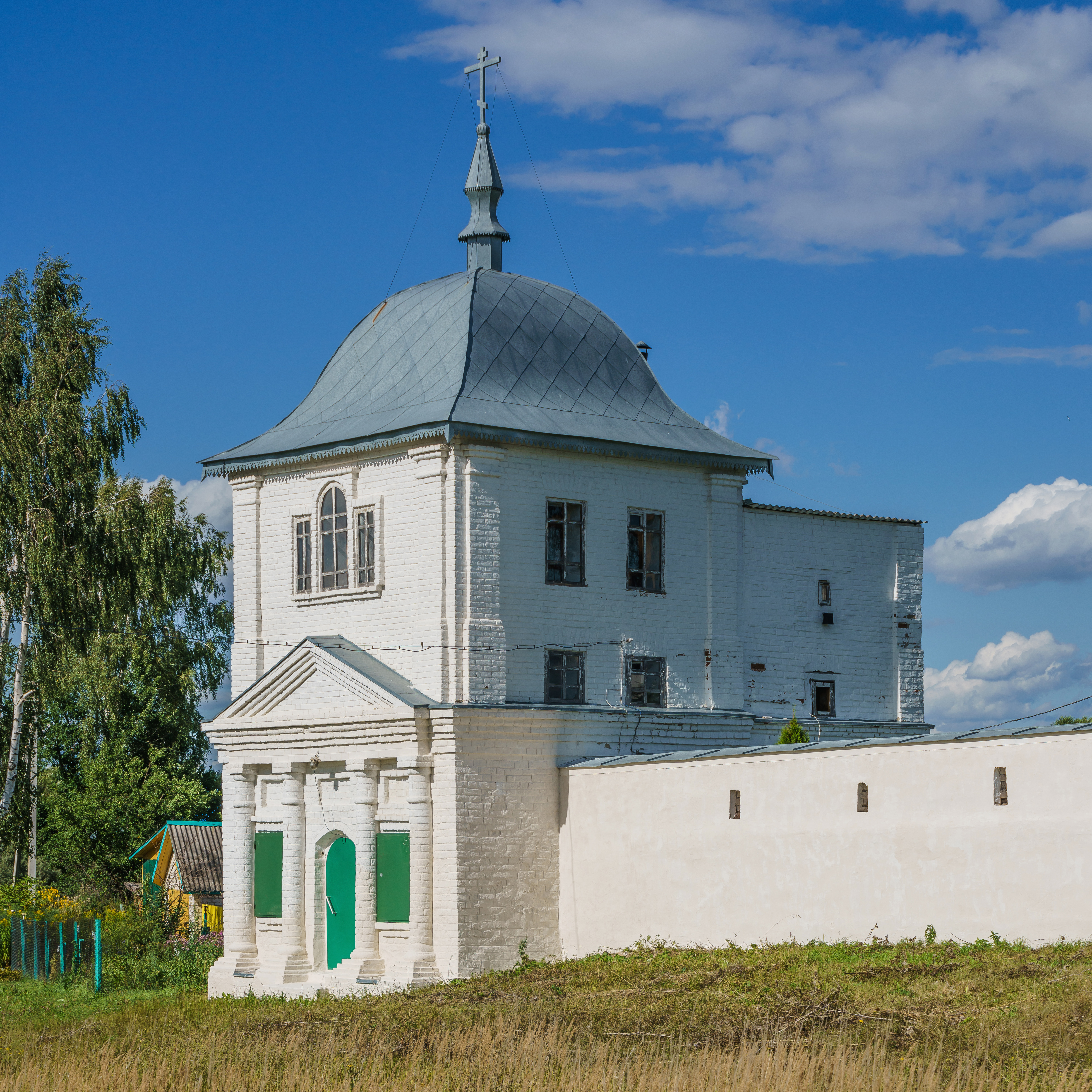
Угловая башня-часовня
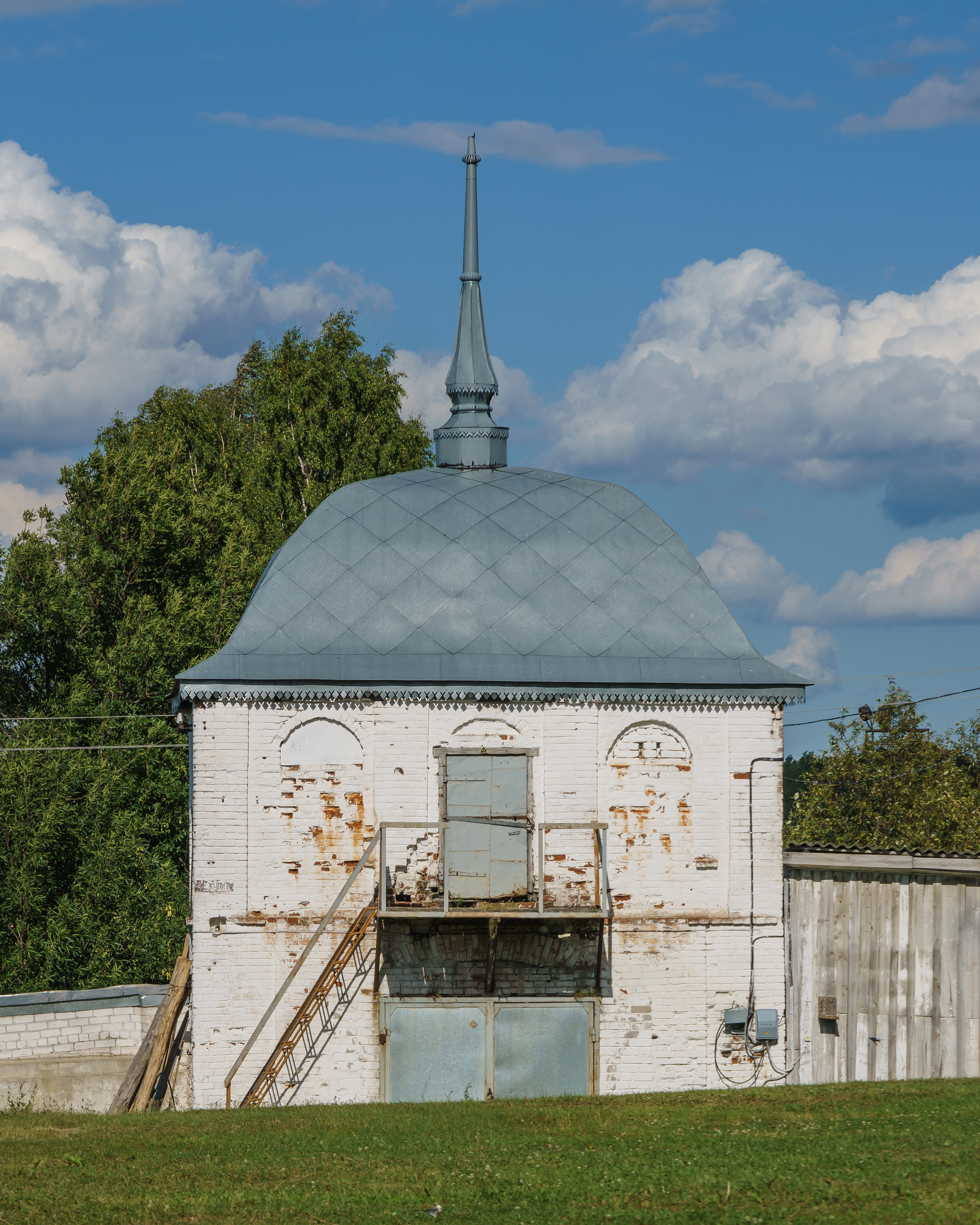
Надвратная башня-часовня
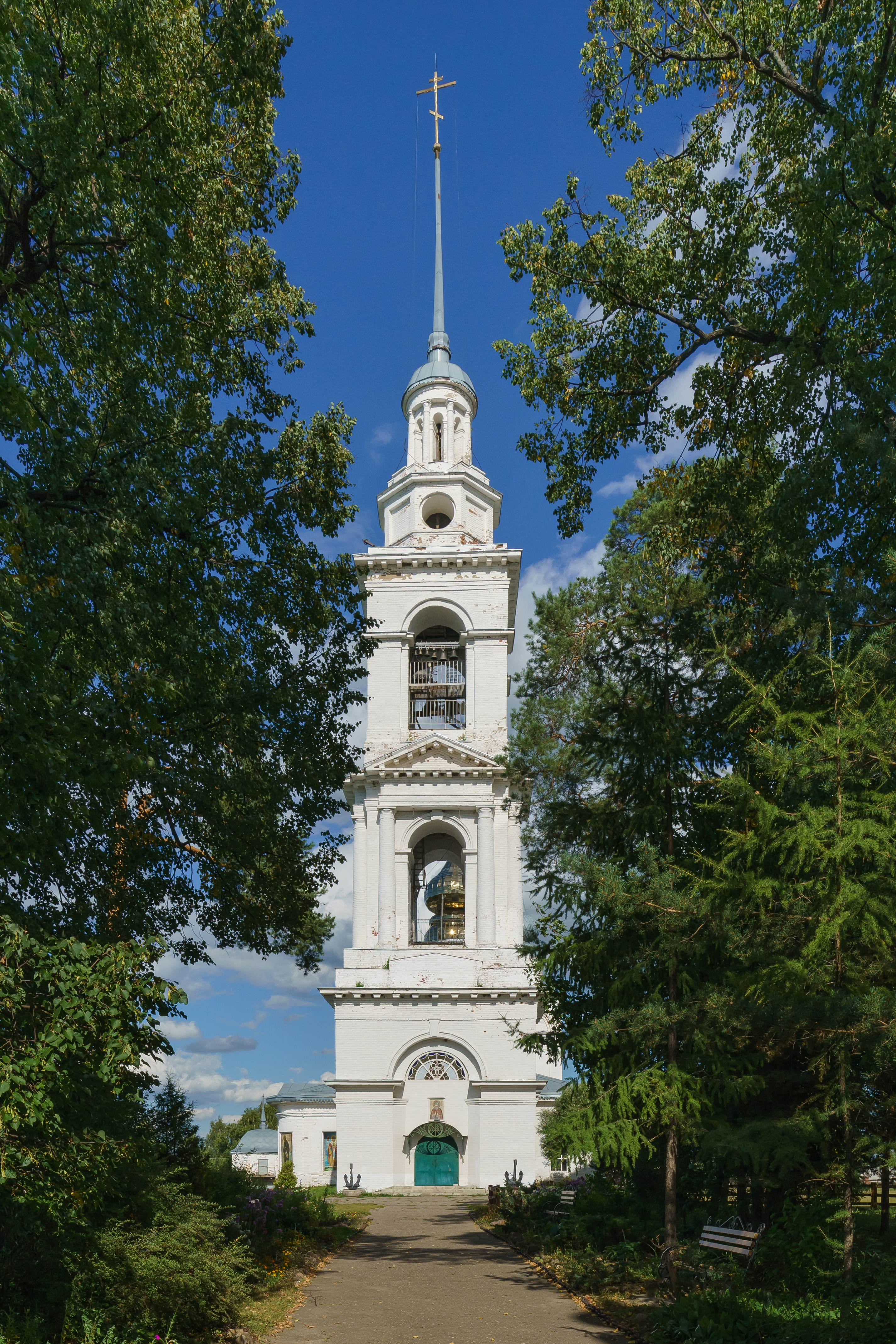
Колокольня
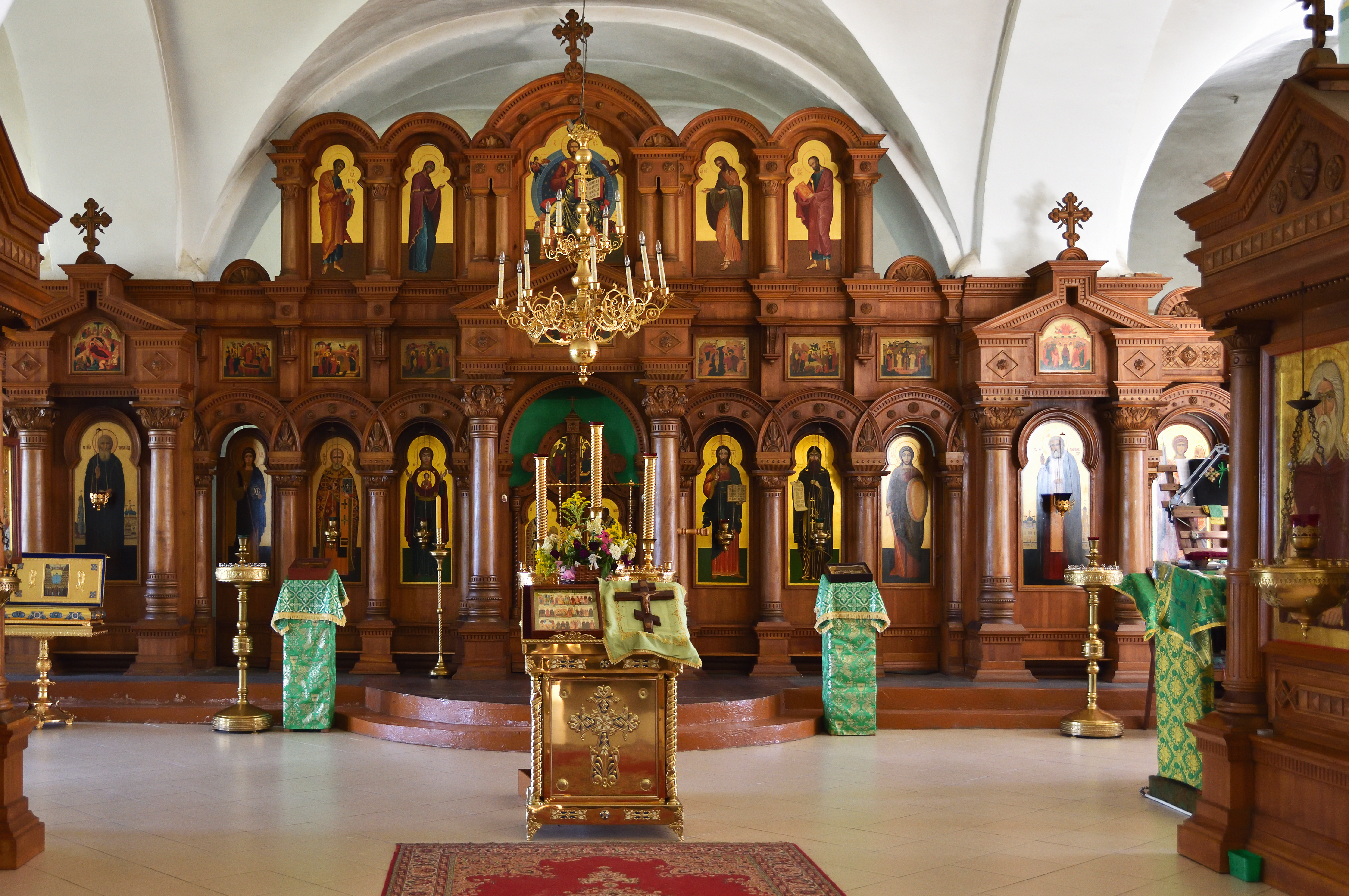
Современный иконостас собора

## Настоятели
- Константин (XVI век), игумен
- Иона Балахонец (XVII век), игумен
- Прокл (XVII век), игумен
- Парфений (Нарольский) (1802), строитель
- Платон (Агриколянский) (27 февраля 1827 — 1829), игумен
- Никодим (Лебедев) (май — 12 октября 1829), игумен
- Агафон (Чесноков) (1995 — 27 июля 2011), схиигумен
- Иларион (Кайгородцев), епископ Кинешемский и Палехский (с 4 октября 2012)

## Социальное служение
С 2004 года при Николо-Тихонове монастыре действует детский приют — подразделение Фонда святого Тихона Луховского. В приюте проживают социальные сироты. Воспитанники находятся под опекой одного из насельников монастыря.
Также при монастыре действует кадетское подразделение, в которое входят как воспитанники приюта, так и дети из благополучных семей. Дети проходят начальную военную подготовку, занятия рукопашным боем, выезжают в летние лагеря. Учатся в Тимирязевской средней школе.